# Slit bubanj
Slit bubanj je glazbeni instrument, vrsta udaraljki.
Bez obzira na ime, to nije pravi bubanj, nego idiofono glazbalo, kod kojega zvuk nastaje titranjem vlastite elastične materije. Obično se radi od bambusa ili drveta s jednim ili više proreza na vrhu. Većina slit bubnjeva imaju jedan prorez, iako postoje i s dva i tri proreza (izrezanih u obliku slova "H").
Instrument se svira u cijeloj Africi, jugoistočnoj Aziji i Oceaniji. U Africi se koriste za komunikacije na dulje udaljenosti. Sviraju se s mjesta, gdje se dobro čuje na daleke udaljenosti npr., uz rijeku ili u dolini.